# Stephania montana
Stephania montana är en tvåhjärtbladig växtart som beskrevs av Friedrich Ludwig Diels. Stephania montana ingår i släktet Stephania och familjen Menispermaceae. Inga underarter finns listade i Catalogue of Life.